# Амкал
«Амка́л» — российский любительский футбольный клуб из Москвы. Одна из самых популярных медиафутбольных команд России (по состоянию на июнь 2024 — 2,7 млн подписчиков на YouTube).
Главным принципиальным соперником для «Амкала» является 2DROTS. Также у «Амкала» есть принципиальное соперничество с Broke Boys.
«Амкал» — чемпион шестого сезона Медийной футбольной лиги, победитель Кубка Медийной футбольной лиги и Московского кубка селебрити-2021.

## История

### 2018—2021
Клуб был основан блогером Германом Попковым, известным под никнеймом El Classico, в 2018 году. В июле того же года команда Германа, не имевшая на тот момент названия, провела первый матч в истории российского медиафутбола против сборной телеканала «Россия-24». Блогерам удалось одержать победу со счётом 3:2, а первый гол забил Роман Ромарой Калинченков.
Название новой команды было выбрано голосованием зрителей YouTube-канала Попкова, победивший вариант шуточно обыгрывал название ФК «Амкар».
17 марта 2019 года «Амкал» провёл свой первый матч против блогеров, специализирующихся на видеоигре FIFA Mobile, в котором одержал победу со счётом 7:1.
В ноябре 2019 года «Амкал» был приглашён в Германию для проведения матча с командой одной из футбольных школ Штутгарта, усиленной Кевином Кураньи, Филиппом Ламом, Фернандо Мейрой и Тимо Хильдебрандом. В итоге организаторы перенесли матч на день, а из обещанных звёзд в матче сыграл только Кураньи, отметившийся дублем. В итоге «Амкал» победил 6:3.
В 2020 году Попков организовал любительский медиатурнир «Московский кубок селебрити» (МКС), в котором участвовало 12 команд. «Амкал» выбыл в четвертьфинале, проиграв будущему победителю ЛФК «Рома» со счётом 2:3.
В 2021 году был проведён второй МКС, в котором «Амкал» победил: в финале со счётом 2:0 были обыграны принципиальные соперники из команды 2DROTS.
В июле 2021 года «Амкал» сыграл товарищеский матч с молодёжным составом московского ЦСКА, в котором добился нулевой ничьей. В сентябре «амкаловцы» минимально уступили со счётом 0:1 клубу «Сахалинец», созданному блогером Михаилом Литвиным и с 2022 года выступающему во Второй лиге.

### 2022
В марте «Амкалу» удалось добиться крупной победы над молодёжным составом московского «Динамо» со счётом 3:0.
В мае «Амкал» выиграл медийный турнир под эгидой Rutube и «Матч ТВ», последовательно одолев SFC, Broke Boys и команду Rutube.
25 июня «Амкал» провёл товарищескую встречу с «Динамо» (Москва), которую Герман El Classico назвал «главным матчем в истории медиафутбола». В составе «Динамо» на поле стадиона ВТБ Арена вышли многие игроки основного состава главной команды, а также хоккеист Александр Овечкин. «Динамо» одержало разгромную победу со счётом 5:0, причём один из голов забил Овечкин.
3 июля «Амкал» выиграл медиафутбольную часть Кубка PARI Премьер, в финале победив по пенальти со счётом 7:6 команду «Матч ТВ» после 0:0 в основное время.
Также в июле кандидат на пост президента РПЛ Александр Алаев рассказал, что блогерские команды «Амкал» и 2DROTS были приглашены к участию в 1/256 финала Кубка России. Затем эту информацию подтвердил и Попков.
В августе капитан «Амкала» Андрей Sibskana Алёшин провёл свой сотый матч за команду.
16 августа в 1/256 финала Кубка России 2022/23 «Амкал» по пенальти победил клуб Второй лиги «Зоркий». Матч проходил на стадионе Спортивного городка в Лужниках. Основное время закончилось со счётом 1:1, первый гол команды в официальных матчах забил Алексей Гасилин с передачи Михаила Прокопьева. 31 августа в 1/128 финала «Амкал» на выезде (на стадионе «Зоркий» в Красногорске) победил «Тверь» со счётом 1:0, на сей раз с передачи Прокопьева отличился Дмитрий Кузькин. В 1/64 финала клуб проиграл петербургской «Звезде» в серии пенальти со счётом 2:4 (номинально матч был домашним, но состоялся на стадионе «Смена» в Санкт-Петербурге); в основное время команды сыграли вничью со счётом 2:2 (голами за «Амкал» отличились Киряков и Блатов, причём Прокопьев отдал третий ассист в третьем матче Кубка подряд). После матча «Амкал» подал официальный протест в Контрольно-дисциплинарный комитет РФС.
В третьем розыгрыше МКС «Амкал» занял четвёртое место, 4 сентября проиграв бронзовые медали 2DROTS. Этот матч стал последним для Дениса Зубко на посту тренера команды.
В сентябре «Амкал» возглавил Юрий Бабин. В том же месяце сборная «Амкала» выиграла Кубок фиферов 2022.
17 сентября «Амкал» дебютировал во втором сезоне Медийной футбольной лиги (МФЛ) и добился победы над бразильской командой Tamo Junto со счётом 3:2. Команде удалось выйти из группы, однако 20 ноября в 1/4 финала «Амкал» уступил 2DROTS со счётом 3:4.
В октябре стало известно, что клуб получает 9 миллионов рублей в месяц в рамках сотрудничества с букмекерской компанией Pari.
В сентябре полузащитник «Амкала» Михаил Prokop Прокопьев был приглашён на просмотр в «Ботев» — клуб высшей лиги Болгарии, а в октябре подписал с болгарской командой профессиональный контракт. 29 октября Прокопьев сыграл за «Амкал» прощальный матч — победа 4:2 против победителя МКС-2022 Reality.
В ноябре Бабин был уволен с поста главного тренера команды. «Амкал» временно возглавил игрок команды Василий Маврин.
В декабре «Амкал» сыграл товарищеский матч с ФК «Бей Беги», за который сыграли действующие игроки РПЛ Александр Соболев, Георгий Джикия и Квинси Промес. Игра завершилась со счётом 4:3 в пользу «Бей Беги», а Герман El Classico на 20-й секунде забил самый быстрый гол в истории «Амкала».
Также в декабре сборная «Амкала» выиграла киберспортивный турнир Esports Tournament (1 сезон) по Counter Strike: Global Offensive.

### 2023
В январе «Амкал» провёл товарищеский матч против женской футбольной команды «Локомотив», в котором победил 12:0. 1 февраля 2023 года компания мониторинга и анализа СМИ и соцсетей «Медиалогия» включила «Амкал» в рейтинг топ-20 YouTube-каналов на спортивную тему за 2022 год (11 место).
В январе-феврале амкаловцы были на сборах в Турции, где сыграли матчи с молодёжным составом «Зенита» (поражение 2:3), «Аланьяспором» U-19 (победа 3:0), немецкими полупрофессионалами GU-Türkspor SV Pforzheim (победа 1:0) и медиафутбольным клубом Starmix (победа 6:2).
В феврале в команду вернулся Михаил Прокопьев, расторгнувший контракт с болгарским «Ботевом» по обоюдному согласию.
В начале марта «Амкал» сыграл контрольный матч с ФК «Титан», закончившийся вничью 2:2.
Также в марте «Амкал» на выезде в Алма-Ате сыграл шоу-матч с SD Family, одержав победу со счётом 6:2. На матч москвичи вышли в футболках с надписью «Финито, здоровья», чтобы поддержать игрока команды Никиту Finito Куриленко, который проходил лечение от лейкоза (скончался в феврале 2024 года). В своей 100-й игре за амкаловцев нападающему Артемию forzorezor Плетнёву удалось отличиться голом с пенальти.
19 марта «Амкал» сыграл в Минске с легендами местного «Динамо», за которое выступил Александр Глеб. Матч завершился со счётом 1:0 в пользу динамовцев. Эта игра стала прощальной для вратаря москвичей Александра Маменко, который подписал контракт с командой Первой лиги Казахстана «Женис».
23 апреля «Амкал» в товарищеском матче обыграл ФК «10» с Азаматом Мусагалиевым в составе со счётом 2:1.
В мае 2023 года Герман Попков стал одним из победителей рейтинга Forbes «30 до 30» в категории «Спорт и киберспорт».
В 3-м сезоне Медиалиги «Амкал» вышел из группы и дошёл до полуфинала, где проиграл 2DROTS со счётом 0:1, матч прошёл на «Ак Барс Арене» в Казани. В матче за третье место в «Лужниках» амкаловцы победили «Бей Беги» со счётом 1:0 (гол забил Евгений Маричев), завоевав бронзовые медали и право выступать в следующем розыгрыше Кубка России.
На МКС-2023 «Амкал» выступил провально и вылетел в предварительных раундах, за три матча в турнире с системой double elimination проиграв дважды — «Деньгам» (0:1) и Broke Boys (1:3).
17 июля 2023 года официально стало известно об участии «Амкала» в Кубке России по футболу 2023/2024. В этом розыгрыше команда дошла до 1/128 финала, победив «Красное Знамя» и затем проиграв ивановскому «Текстильщику» по пенальти.
В августе 2023 года игрока команды Алишера Рахимова вызвали в олимпийскую сборную Таджикистана.
В 4-м сезоне Медиалиги «Амкал» вышел из группы, но уже в 1/4 финала всухую проиграл Fight Nights со счётом 0:2. После этого команда прекратила сотрудничество с тренерами Миллером и Буробиным.

### 2024
В январе был создан проект ФК «Банка», в который вошли медийные игроки «Амкала», не проходящие в основу, и некоторые бывшие члены команды. По плану «Банка» должна провести 10 матчей с соперниками разного уровня, а за каждую победу игроки будут получать различные призы и бонусы. В некоторых матчах также приняли участие игроки 2DROTS.
В том же месяце «Амкал» участвовал в международной Медийной лиге, проходившей в Казахстане. Команда дошла до полуфинала, где проиграла 2DROTS со счётом 0:1. 31 января клуб выиграл матч за третье место.
10 февраля после тяжёлой и продолжительной болезни скончался игрок команды Никита Finito Куриленко. Номер 4, принадлежавший Никите, навсегда выведен из обращения в клубе и закреплён за футболистом.
В 5 сезоне Медиалиги «Амкал» дошёл до 1/4 финала, где вылетел от 2DROTS по итогу двухматчевого противостояния.
В первом раунде Кубка России 2024/25 «Амкал» разгромил «Коломну» со счётом 8:1, что стало одной из крупнейших побед в турнире. Во втором раунде клуб обыграл «Велес». В третьем раунде «Амкал» одолел «Космос», что обновило рекорд команды в количестве пройденных стадий. В четвёртом раунде клуб проиграл «Алании».
В августе-сентябре 2024 года «Амкал» принял участие в уличном турнире Т-Лига. В финале клуб ушёл с поля из-за несогласия с действиями арбитра и получил техническое поражение. В сентябре-ноябре команда играла в Кубке Медиалиги, где в финале обыграла 2DROTS в серии пенальти.

### 2025
Зимой 2025 года «Амкал» участвовал в международной Медиалиге, проходившей в Казахстане, и в Суперкубке российской Медиалиги, проходившем в Абу-Даби. В обоих турнирах команда дошла до финала, где проиграла соперникам.
23 марта «Амкал» сыграл товарищеский матч с клубом РПЛ — «Краснодаром», которому проиграл со счётом 1:6.
5 июля 2025 года «Амкал» впервые выиграл Медиалигу, одолев в финале 6 сезона «броуков».

## Статистика выступлений в Кубке России
| Сезон   | Раунд | И | В | Н | П | МЗ | МП | РМ | Предупреждения | Удаления |
| ------- | ----- | - | - | - | - | -- | -- | -- | -------------- | -------- |
| 2022/23 | 1/64  | 3 | 1 | 2 | 0 | 4  | 3  | +1 | 13             | 2        |
| 2023/24 | 1/128 | 2 | 1 | 1 | 0 | 3  | 2  | +1 | 2              | 2        |

### Все матчи
| Сезон   | Главный тренер                  | Раунд | Соперник              | Счёт           | Дата             | С | Место           |
| ------- | ------------------------------- | ----- | --------------------- | -------------- | ---------------- | - | --------------- |
| 2022/23 | Денис Зубко                     | 1/256 | Зоркий                | 1:1 (8:7 пен.) | 16 августа 2022  | Д | Москва          |
| 2022/23 | Денис Зубко                     | 1/128 | Тверь                 | 1:0            | 31 августа 2022  | Г | Красногорск     |
| 2022/23 | Юрий Бабин                      | 1/64  | Звезда (СПб)          | 2:2 (2:4 пен.) | 14 сентября 2022 | Д | Санкт-Петербург |
| 2023/24 | Виталий Миллер, Дмитрий Буробин | 1/256 | Красное Знамя         | 3:2            | 1 августа 2023   | Д | Москва          |
| 2023/24 | Виталий Миллер, Дмитрий Буробин | 1/128 | Текстильщик (Иваново) | 0:0 (3:4 пен.) | 22 августа 2023  | Г | Иваново         |
| 2024/25 | Виталий Панов                   | 1/256 | Коломна               | 8:1            | 1 августа 2024   | Д | Москва          |
| 2024/25 | Виталий Панов                   | 1/128 | Велес                 | 2:0            | 20 августа 2024  | Г | Домодедово      |
| 2024/25 | Виталий Панов                   | 1/64  | Космос                | 2:1            | 4 сентября 2024  | Г | Долгопрудный    |
| 2024/25 | Виталий Панов                   | 1/32  | Алания                | 0:1            | 26 сентября 2024 | Д | Москва          |
| 2025/26 | Виталий Панов                   | 1/256 | Квант                 | 3:1            | 5 августа 2025   | Д | Красногорск     |

## Состав команды
| 911 | Флаг России | Вр  | Фёдор Маслов       | 1990 |  |  |  |  |
| 68  | Флаг России | Вр  | Максим Швагирев    | 1994 |  |  |  |  |
|     |             |     |                    |      |  |  |  |  |
| 23  | Флаг России | Защ | Дмитрий Кузькин    | 2000 |  |  |  |  |
| 21  | Флаг России | Защ | Феликс Карамянц    | 2003 |  |  |  |  |
| 33  | Флаг России | Защ | Илья Скроботов     | 2000 |  |  |  |  |
| 31  | Флаг России | Защ | Филипп Воронин     | 1992 |  |  |  |  |
| 99  | Флаг России | Защ | Арсений Левшук     | 2001 |  |  |  |  |
| 44  | Флаг России | Защ | Руслан Имаев       | 1994 |  |  |  |  |
| 2   | Флаг России | Защ | Владимир Оленченко | 1997 |  |  |  |  |
|     |             |     |                    |      |  |  |  |  |
| 10  | Флаг России | ПЗ  | Андрей Алёшин      | 1983 |  |  |  |  |
| 8   | Флаг России | ПЗ  | Василий Маврин     | 1989 |  |  |  |  |

| 11  | Флаг России | ПЗ  | Антон Кленов        | 1997 |  |  |  |  |
| 13  | Флаг России | ПЗ  | Иван Бреднев        | 1994 |  |  |  |  |
| 30+ | Флаг России | ПЗ  | Иван Сапрыкин       | 1987 |  |  |  |  |
| 37  | Флаг России | ПЗ  | Евгений Маричев[en] | 1995 |  |  |  |  |
| 5   | Флаг России | ПЗ  | Артур Рябокобыленко | 1991 |  |  |  |  |
| 17  | Флаг России | ПЗ  | Степан Михович      | 2003 |  |  |  |  |
|     |             |     |                     |      |  |  |  |  |
| 14  | Флаг России | Нап | Артемий Плетнёв     | 1996 |  |  |  |  |
| 45  | Флаг России | Нап | Максим Пичугин[en]  | 1998 |  |  |  |  |

## Главные тренеры
- Герман Попков (2018)
- Юрий Нечаев (2018—2019)
- Денис Зубко (2019—2022)
- Юрий Бабин (2022)[93]
- Василий Маврин (2022)[51]
- Виталий Миллер и  Дмитрий Буробин (2022—2023)[94][95]
- Сослан Гатагов (2023—2024)
- Виталий Панов (с 2024)[96]